# Eudore Évanturel
Pour les articles homonymes, voir Eudore et Évanturel.
Eudore Évanturel (Québec, 22 septembre 1852 - Boston, 16 mai 1919) est un poète québécois.

## Biographie
Intéressé très tôt par la poésie, il fréquente des clubs de jeunes écrivains. En octobre 1875, sa pièce Crâne et cervelle est lue devant un public à Québec. L'œuvre, qui raconte l'histoire d'un étudiant en médecine qui dérobe des cadavres pour les disséquer et qui tombe sur la dépouille de sa propre fiancée, fait scandale. La réaction sera tout aussi vive dans les jours suivants avec quelques-uns de ses poèmes publiés dans le journal L'Événement.
Ébranlé mais encouragé par le romancier Joseph Marmette, son ami, Évanturel fait paraître en 1878 un volume de Premières poésies. Ce recueil, inspiré de Musset mais avec des accents verlainiens, scandalise encore le milieu littéraire conservateur du Québec de l’époque. Les critiques aussi impitoyables qu'injustes de Jules-Paul Tardivel en particulier lui ferment des portes et éloignent ses amis. Il perd son emploi et même l'appui de Joseph Marmette. Ainsi dissuadé d'aller plus avant dans la carrière, sans emploi, Évanturel s'exile aux États-Unis à Lowell où il fonde un journal francophone. Il épouse Esther Casgrain à Québec en 1884, pour revenir s'installer en 1887 dans cette même ville, où il meurt en 1919.
L’auteur ne publie plus par la suite que quelques poèmes isolés. C’est pourtant l’un des premiers à traiter de thèmes différents de ceux en vigueur à l'époque : grands espaces, élans patriotiques, glorification de Dieu, etc. Évanturel aborde plutôt des sujets qui heurtent le conservatisme ambiant. Il se place en position d'observateur sur l'art, l'amour, la mort, les classes moyennes, les disparités sociales, la tristesse, les scènes de la vie privée, etc. En ce sens, il fait figure de précurseur ayant cherché à briser les conventions. Son œuvre demeure encore méconnue, mais il n'en compte pas moins parmi les poètes les plus sensibles, originaux et inspirés du Québec avant Nelligan. 
Il est enterré au cimetière Notre-Dame-de-Belmont, à Sainte-Foy.

## Source
- «Notre premier poète maudit», article de Gilles Laporte dans Légendes d'un peuple: tome 2, Les disques Gavroche, 2012, p. 76-81,  (ISBN 9782981359018).